# Ola Synowiec
Aleksandra Synowiec (ur. 17 sierpnia 1985 w Kozienicach) – polska pisarka, dziennikarka, podróżniczka i latynoamerykanistka zajmująca się głównie Meksykiem. Autorka zbioru reportaży Dzieci Szóstego Słońca. W co wierzy Meksyk oraz współautorka (wraz z Arkadiuszem Winiatorskim) książki Na poboczu Ameryk. Pieszo z Panamy do Kanady, za którą otrzymała Nagrodę Magellana. Autorka przewodników po Meksyku Wydawnictwa Pascal, a także strony Mexico Magico Blog. Publikowała m.in. na stronie BBC, w Dużym Formacie, National Geographic Traveler, Podróżach, Kontynentach, Poznaj Świat, Znaku, Przekroju, Focusie. 

## Życiorys
Absolwentka polonistyki oraz latynoamerykanistyki na Uniwersytecie Warszawskim. Przez dziewięć lat mieszkała w Meksyku. Od 2011 roku prowadzi stronę o kulturze Meksyku Mexico Magico Blog. W latach 2011–2020 współpracowała z miesięcznikiem Podróże. W 2018 nakładem Wydawnictwa Czarne ukazała się jej debiutancka książka reporterska o najnowszych zjawiskach w religii Meksyku Dzieci szóstego słońca. W co wierzy Meksyk. W poszczególnych rozdziałach-reportażach Synowiec skupia się na temacie meksykańskiego Dnia Zmarłych, meksykańskich rodzimowierców, New Age'u, stolicy psychoaktywnych grzybów – Huautli de Jiménez, wpływie Coca-Coli na rdzenne społeczności, konflikcie między katolikami a ewangelikami oraz meksykańskiej stolicy czarowników – Catemaco.
W latach 2018–2019 Synowiec przyłączyła się do pieszej podróży Arkadiusza Winiatorskiego z Panamy do Kanady, przechodząc z nim odcinek o długości ponad siedmiu tysięcy kilometrów, przez cały Meksyk i Stany Zjednoczone do Vancouver w Kanadzie. Wyprawa ta została uznana za podróż roku przez National Geographic Traveler, uhonorowana Nagrodą im. Tony’ego Halika, a także pierwszą nagrodą i nagrodą publiczności na Festiwalu Podróżniczym Śladami Marzeń. Zapisem tej podróży jest książka Na poboczu Ameryk. Pieszo z Panamy do Kanady (2022), wyróżniona Nagrodą Magellana jako najlepsza książka podróżnicza roku. 
W 2022 Synowiec i Winiatorski przeszli pieszo wokół Polski, pokonując 3322 km w 126 dni. Podróż została wyróżniona pierwszym miejscem i nagrodą  Złotego Śladu w kategorii Polska na festiwalu Śladami Marzeń. 

## Książki
- Dzieci szóstego słońca. W co wierzy Meksyk (Wydawnictwo Czarne, Wołowiec 2018, ISBN 978-83-8049-704-7)
- Na poboczu Ameryk. Pieszo z Panamy do Kanady (Wydawnictwo Czarne, Wołowiec 2022, ISBN 978-83-8191-465-9)